# Quartier général de l'Armada
Le quartier général de l’Armada espagnole (en espagnol, Cuartel General de la Armada de España), situé à Madrid, est constitué d’un ensemble d’organismes ayant pour but d’assister le chef d’état-major des armées dans le cadre du commandement de l’Armada.

## Édifice
Le bâtiment du quartier général de l’Armada est situé sur le Paseo del Prado de Madrid. Alors que le palais de Godoy (es), siège central du ministère de la Marine tombait en ruines, le ministre des Finances Gabino Bugallal propose en 1915 au roi Alphonse XIII d’édifier un nouveau siège.
Situé à proximité des jardins du Buen Retiro, il est inauguré le 16 juillet 1928. Il est également le siège du musée naval de Madrid.

## Organismes
Le quartier général se compose de sept organes :
- l’état-major de l’Armada ;
- la direction des systèmes d’information et de télécommunications ;
- la direction d’assistance et des services généraux ;
- l’organisme de l’histoire et de la culture navales ;
- le cabinet du chef d’état-major des armées ;
- le service juridique du quartier général ;
- la section centrale de la sécurité navale.